# Realm of the Mad God
Realm of the Mad God —  это фэнтезийная массовая многопользовательская онлайн-игра разработанная Wild Shadow Studios в содружестве со Spry Fox, двумя независимыми разработчиками. Она была выпущена в формате бета-тестирования в январе 2010 года, а полная версия была выпущена 20 июня 2011 года. 15 июля 2016 года игра и права на её разработку были проданы компании Deca Games.
Дэвид Эдери из Spry Fox называет её «MMO основанной на геймплее Shoot 'em up».
На каждом уровне игры обитает злое божество. Цель игроков — скооперировавшись, уничтожить его.
В игре есть 17 классов. Игрок начинает как волшебник. Впоследствии, он может открыть новые классы, набрав достаточные уровни в предыдущих. Центральной особенностью игры является то, что умирая, персонаж не возрождается. После смерти, персонаж игрока и вся его экипировка будут утеряны. Остаются только вещи, которые лежали в Хранилище игрока. После смерти персонажа, игрок вознаграждается очками Славы, количество которых зависит от того, как успешно он играл. Слава используется для того, чтобы определить место игрока в общей таблице, как ресурс для покупки игровых предметов, а также для кормления и улучшения животных на ферме.
Игра использует бизнес-модель Free-to-play (все классы, уровни, оружие и броня бесплатны). Также игроку дается бесплатный слот для одного игрока, и один сундук в Хранилище. Дополнительные сундуки и слоты могут быть куплены за реальные деньги, также, как и различные предметы, включая питомцев и оружие. Убийство монстров дает очки опыта. Эти очки дублируются всем игрокам находящимся поблизости, даже если они не принимали участие в битве. Основной принцип заключается в том, чтобы люди приветствовали других игроков, а не избегали их.
Игровой клиент изначально был написан на Adobe Flash и мог быть воспроизведён в браузере на официальном сайте, на Kongregate или загружен из Steam. В связи с прекращением поддержки Adobe Flash к 2020 году компанией Adobe, об этом было объявлено 12 июня 2018, что версия клиента будет построена с использованием движка Unity, которая была впервые выпущена для общественности в рамках открытого бета-теста по 15 апреля 2020 года и уже затем был официально выпущен Realm of the Mad God Exalt 22 июля 2020 года.

## Геймплей
HUD справа отображает мини-карту текущего сервера игрока, а также статистику и инвентарь текущего персонажа. Мини-карта изначально пуста, но области могут быть открыты по мере прохождения игроком карты. Чат игрока и NPC появляется в левом нижнем углу экрана.
Игра состоит в том, что персонажи убивают монстров при помощи снарядов, вылетающих из их оружия и уничтожающих врагов, чтобы заработать опыт, славу и лучшее снаряжение. Персонаж перемещается с помощью клавиш WASD и использует мышь, чтобы прицелиться и выстрелить. Вопреки обычной практике в ММО таким образом, опыт за убийство монстров присуждается полностью каждому присутствующему игроку, а не делится пополам. Из-за этого, как правило, выгодно группироваться, сражаясь с врагами. Игроки также имеют возможность мгновенно телепортироваться к любому другому игроку на карте с перезарядкой в 10 секунд. Кроме того, игроки могут убежать в безопасное место - Нексус, безопасную зону, где персонажи не могут быть убиты, одним нажатием кнопки (клавиши по умолчанию-R и F5). Элементы управления можно изменить в меню опций.
После того, как определенное количество опыта было заработано, уровень и характеристики игрока повышаются, что позволяет ему стать сильнее, сражаться с более сильными врагами и разблокировать больше классов. Максимальный уровень, которого игрок может достичь на любом персонаже - 20, в этот момент персонаж перестает получать прирост характеристик. В дополнение к очкам опыта, игрок зарабатывает "славу" на своем персонаже, которая увеличивает ранг игрока (представленный тем, сколько "звезд" заработал игрок), когда достаточно славы заработано на любом отдельном персонаже. Если персонаж заработал особенно большое количество славы, он может быть помещен в таблицу лидеров игры после своей смерти. Смерть персонажа постоянна; когда персонаж умирает, вся его статистика и все снаряжение, которое было на нем, теряются. Игрок зарабатывает славу от смерти своего персонажа в зависимости от того, сколько "базовой" славы он накопил и выполнил ли он определенные условия, которые еще больше увеличивают славу от мертвого персонажа. Эта заработанная слава подсчитывается и добавляется к общему балансу игрока, и ее можно использовать для покупки определенных предметов в игре или для кормления вашего питомца предметами.
Игроки начинают свои игровые сессии в Нексусе. Нексус состоит из нескольких секций, включающих, среди прочего, рынок, целебные фонтаны и порталы для входа во многие миры внутри игры. Рынок разбросан по центральному Нексусу, и игроки обычно используют эту область для торговли с другими игроками, а также для покупки предметов, продаваемых в Нексусе, используя Realm Gold (внутриигровую валюту, которую можно купить за реальные деньги). Иногда в Нексусе могут появляться предметы, которые можно купить за Славу, а не за Золото. К северу от торговой площадки находится большая комната, содержащая множество порталов, ведущих в "царства" (экземпляры игровых карт, присутствующие на сервере). Каждое из этих царств названо в честь могущественных монстров в игре (например, Медузы, Джинна и т. д.). Вместимость каждого царства составляет 85 человек одновременно, и в полное царство нельзя войти, пока игрок в нем не умрет или не уйдет.
Во время игрового процесса игрок направляется к "квестовым" монстрам, которые обозначаются красным маркером на краю игрового окна. По мере того, как их персонаж поднимается в царстве, он направляется от «Пляжей» и «Низменностей» по краям карты, через «Средние земли» и «Нагорья» к более сложным «Горам» (также известным в игре как «Земли Богов») в центре карты. В горах обитают могущественные монстры, известные как «Боги», которые значительно сильнее других врагов в Королевстве, но также дают больше опыта и лучшую добычу. Победа над определенными квестовыми врагами позволяет порождать более мощных "событийных" боссов, которые являются уникальными и появляются один раз в царстве, которых можно убить, чтобы получить добычу более высокого уровня и открыть порталы в редкие подземелья.
Убийство монстров более высокого уровня, таких как Боги, боссы событий или боссы подземелий, может дать игроку постоянные зелья повышения статусов. Эти зелья позволяют игроку улучшить статистику своих персонажей даже после достижения самого высокого уровня, и персонаж может потреблять эти зелья до тех пор, пока соответствующий атрибут не будет исчерпан. Эти увеличения статистики являются постоянными и будут поддерживаться в течение всей жизни этого персонажа. Качество надгробия персонажа соответствует количеству характеристик, которые он максимизировал в момент смерти.
Как только все герои квестов и боссы событий в царстве побеждены, Орикс (безумный бог, главный босс игры) закрывает царство, не позволяя игрокам войти в него. После некоторой задержки игроки телепортируются в замок Орикса, подземелье высокого уровня, где они убивают его приспешников и пробираются в замок. После столкновения со стражами замка игроки могут помериться силами с самим Ориксом в его комнате. Замок Орикса также содержит альтернативу, которая срабатывает при выполнении определенного условия, предоставляя игрокам, выбравшим эту опцию вместо Орикса, возможность сразиться со специальным боссом и получить доступ к нескольким уникальным подземельям только для боссов. Орикс имеет три усиливающиеся формы. Когда первая форма Орикса побеждена в его комнате, он оставляет запертый портал в Винный погреб, где находится его вторая форма. Портал может быть разблокирован только в том случае, если у одного из игроков, переживших первый бой с Ориксом, есть "заклинание" (ключ), которое открывает Винный погреб, которое падает от различных врагов на протяжении всей игры. После разблокировки игроки могут штурмовать тщательно охраняемый Винный погреб Безумного Бога и встретиться лицом к лицу с истинным Ориксом, который значительно сильнее своего предыдущего воплощения и владеет совершенно новым набором атак. Награды за бои с Ориксом - это большая слава и некоторое редкое и полезное снаряжение. После того, как вторая форма Орикс будет побеждена, игроки, обладающие тремя специальными руническими предметами, могут использовать их, чтобы открыть портал в Святилище Орикса, самую трудную область в игре по состоянию на июль 2020 года. В Святилище игроки могут столкнуться с третьей и самой могущественной формой Орикса, с которой можно добыть некоторые из самых мощных предметов в игре.
Одним из основных элементов геймплея Realm of the Mad God является хождение по подземельям. Игроки могут получить доступ к подземельям, либо убив монстра, который естественным образом сбрасывает портал подземелья, либо открыв портал подземелья с помощью ключа (часто приобретаемого за Золото). Большинство подземелий генерируются со случайной планировкой (хотя некоторые подземелья существуют с заранее определенной планировкой), поэтому они будут иметь другую планировку при каждом посещении. Подземелья сильно варьируются по сложности, от очень простых начинающих подземелий, таких как Пиратская пещера или Логово Паука, до продвинутых подземелий, таких как Забытые залы и Святилище Орикса, которые предназначены для очень сильных персонажей и опытных игроков. Большинство подземелий среднего и высокого уровня обеспечат игрока зельями повышения характеристик, а некоторые даже гарантируют такие зелья в определенных условиях. С монстров подземелья также есть шанс добыть снаряжение для игрока. В дополнение к этим основным предметам боссы подземелий обычно предоставляют игроку небольшую возможность получить уникальные и редкие предметы снаряжения, которые больше нигде не могут быть найдены. Некоторые из этих редких предметов могут оказаться более полезными для игрока в зависимости от его предпочтений или типа предмета.
В игре есть гильдии, каждая из которых допускает максимум 50 игроков. Гильдия стоит основателю 1000 славы, чтобы назвать и создать ее, и имеет зал гильдии, в который могут войти члены гильдии. После смерти члена гильдии слава гильдии зарабатывается пропорционально сумме славы, которую заработал игрок. Гильдии могут покупать апгрейды, такие как большие залы гильдий и косметические функции.

## Классы
Realm of the Mad God в настоящее время имеет 17 различных игровых классов. Игроки начинают только с разблокированного класса волшебника и последовательно открывают остальные классы, когда они достигают 20-го уровня с каждым классом. Есть шесть различных типов оружия и три различных типа брони для каждого класса. Кроме того, каждый класс обладает особой способностью, которая является исключительной для этого класса. В зависимости от класса, способность может наносить взрывной урон, наносить дебаффы врагам, баффать союзников, исцелять союзников или выполнять оборонительную функцию.
Сейчас в игре присутствуют следующие классы:
- Разбойник (Rogue)
- Лучник (Archer)
- Волшебник (Wizard)
- Священник (Priest)
- Воин (Warrior)
- Рыцарь (Knight)
- Паладин (Paladin)
- Убийца (Assassin)
- Некромант (Necromancer)
- Охотница (Huntress)
- Мистик (Mystic)
- Трюкач (Trickster)
- Колдун (Sorcerer)
- Ниндзя (Ninja)
- Самурай (Samurai)
- Бард (Bard)
- Призыватель (Summoner)

## Предметы
Предметы обычно классифицируются по уровням, причем предметы более высокого уровня имеют лучшую статистику. Некоторые предметы не классифицируются по уровням и поэтому получают либо обозначение «untiered», либо обозначение «set tiered», если они являются частью набора предметов. Примеры предметов включают оружие, доспехи, кольца, способности, предметы ограниченного использования и малоиспользующиеся шуточные предметы на первоапрельский День дураков. Предметы обычно выпадают в мешки при убийстве монстра. Мешки с добычей бывают следующих цветовых уровней (от самого низкого до самого высокого): коричневый, розовый, фиолетовый, золотой, голубой, синий, оранжевый, красный и белый. Лучшее оборудование, как правило, видно в более высокой многоуровневой сумке с добычей. Самые редкие неубранные предметы, как правило, падают в белые мешки и часто упоминаются в сообществе как «вещи из белого мешка» или «белые». Многие из этих предметов «белого мешка» могут полностью изменить способ игры класса, и они очень востребованы игроками. Все сумки с добычей от фиолетового уровня и выше падают как "привязанные" и будут видны только тому игроку, для которого они упали. Многие предметы, такие как зелья увеличения характеристик и основное многоуровневое снаряжение, могут быть проданы другим игрокам, даже если они изначально упали в мешок soulbound. Однако большая часть «untiered» вещей привязана к игроку и поэтому не может быть продана.

## Отзывы
| Сводный рейтинг    | Сводный рейтинг |
| Агрегатор          | Оценка          |
| ------------------ | --------------- |
| Metacritic         | 82/100          |
| Иноязычные издания |                 |
| Издание            | Оценка          |
| Eurogamer          | 90/100          |
| IGN                | 80/100          |
| PC Gamer (UK)      | 80/100          |

Игра получила преимущественно положительные отзывы. На сайте-агрегаторе Metacritic средняя оценка игры 82 балла из 100 на основе 6 обзоров.
Летом 2018 года, благодаря уязвимости в защите Steam Web API, стало известно, что точное количество пользователей сервиса Steam, которые играли в игру хотя бы один раз, составляет 3 757 613 человек.